# مجزرة مخيم الشاطئ (9 أكتوبر 2023)
مجزرة مخيم الشاطئ الأولى حصلت في 9 أكتوبر 2023، حين شنت القوات الإسرائيلية غارة جوية على مخيم الشاطئ للاجئين في قطاع غزة. يعتبر مخيم الشاطئ ثالث أكبر مخيم في غزة، حيث يبلغ عدد سكانه أكثر من 90,000 لاجئ.

## خلفية
تأسس مخيم الشاطئ عام 1949 لإيواء حوالي 23 ألف فلسطيني هُجروا من مدن يافا واللد وبئر السبع والقرى المحيطة بها خلال حرب عام 1948. وفي عام 1971، هدمت السلطات الإسرائيلية أكثر من 2000 مسكن لتوسيع الطرق لأسباب أمنية. واضطر نحو 8000 لاجئ إلى مغادرة المخيم إلى مشروع الإسكان القريب في الشيخ رضوان بمدينة غزة، مع نقل عدد أقل إلى الضفة الغربية.

## ضربة جوية
في أعقاب هجوم حماس على المستوطنات الإسرائيلية من قطاع غزة، ردت القوات الإسرائيلية بقصف مكثف على غزة. وأطلقت الطائرات الحربية الإسرائيلية صواريخ على أهداف في مخيم الشاطئ للاجئين، من بينها مسجد السوسي، مما أدى إلى مقتل العشرات.